# Оклопни рат
Оклопни или тенковски рат је врста модерног ратовања уз коришћење оклопних јединица. Дејство оклопних јединица је незаменљив део модерне војне науке и тактике. Оклопни рат се изводи уз корелацију са осталим копненим трупама и ваздухопловним јединицама.
Основни видови модерног коришћења оклопних јединица своди се на тесну сарадњу са пешадијом, борбеним возилима пешадије и самоходном артиљеријом. Коришћење оклопних возила датира из Првог светског рата, када је током битке на Соми 15. септембра 1916. употребљен први тенк у борби. Од тада се развија војна техника, доктрина и стратегија у ратовању оклопним возилима.

## Историја
Кроз историју оклопно ратовање је мењало своје доктрине и начела у складу са иновацијама и развијањем технике и оклопних возила. Од првих оклопних возила дизајнираних да прекину рововско ратовање, преко лаких и средњих тенкова Другог светског рата па до савремених тенкова. Иако дизајниран за потребе Првог светског рата тек у Другом светском рату се развијају праве и успешне теорије и тактике оклопног ратовања. Данас се оклопно ратовање највише своди на прецизно и брзо уништавање противничких оклопних возила, сигурну подршку пешадије и осталих копнених јединица као и на максималну употребљивост савремених оптичких и електронских уређаја за постизање ефикасног и сигурног деловања.

### Први светски рат
Пре и током Првог светског рата коњица је играла улогу оклопних снага. Кроз маневрисање, брзе пробоје и разбијање противничке пешадије коњица је играла улогу савремених тенкова, одређена да брзо пробије противничке линије и пресече комуникације стварајући хаос у противничкој позадини. Чак и после завршетка Првог светског рата коњица остаје престижан вид копнене војске, углавном због техничких проблема и недостатака тадашњих тенкова и оклопних возила.
Рововско ратовање уз коришћење митраљеза и тешке артиљерије наносило је велике губитке страни која напада. Било је неопходно створити возило које може прекинути пат позицију, проћи кроз бодљикаву жицу преко ничије земље и напасти противника док би, у исто време, оклоп возила штитио посаду и пешадију која га прати. Неопходност повратка маневарског рата је била ургентна.
Први тенкови коришћени у борби су британски Марк I тенкови, развијени у Уједињеном Краљевству и употребљени током битке на Соми 15. септембра 1916. године. Иако су велики планови створени за употребу тенкова они нису успели да пробију линију фронта, највише због механичких кварова и отежаног кретања по терену. Први стварни успеси постигнути су током битке код Камбреја 1917. године мада су откривене велике мане и слабости тадашњих Марк IV тенкова. Иако је операција била комбиновано дејство пешадије, артиљерије и тенкова где су оклопне снаге пробиле Хинденбургову линију показало се да су тенкови и даље технички веома слаби и рањиви. Немачке трупе су успеле и да заплене неколико тенкова који су напуштени након упада у кратере бомби и граната, након тешких оштећења и отказивања мотора. Али ова битка је била веома значајна зато што је доказала употребну вредност оклопних снага и њихово садејство са пешадијом. Касније су током битке код Амијена тенкови масовно употребљени и прекинули рововски рат у потпуности.Преко 400 тенкова је напредовало 12 km и за само 7 сати пробило и потпуно разбило немачке трупе. Након завршетка Првог светског рата развој теорије и стратегије оклопног ратовања се дели у неколико праваца који ће значајно утицати на дешавања у Другом светском рату.

### Период између два светска рата
Убрзо након завршетка Првог светског рата у Великој Британији и Француској се развијају посебне школе тактике коришћења оклопних јединица. Многи официри који су учествовали у борбама или у дизајну тенкова су укључени у процес стварања нове стратегије оклопног рата.
У Француској се преовладава идеја коришћења две врсте тенкова у нападу. Тешки тенкови наоружани јаким топовима би служили као непосредна подршка пешадији док би лаки и бржи тенкови означени као „коњички“ користили погодности маневарског ратовања и пробијали се масовно кроз линије противника. Иако у овој теорији примат узимају тактике из Првог светског рата, јавља се потреба за проширивањем стратегије маневарског рата.
У Великој Британији преовладава другачије мишљење где се тенкови не сматрају ударном песницом напада. Сматра се да лакши и бржи тенкови треба да помогну коњици и пешадији само у пробоју противничких линија. Приоритет и даље остаје на пешадији и коњици док се тенкови користе слично као и у Првом светском рату. Иако постоје помаци у развоју стратегије и технике многи радови се санкционишу. Пример тога је стварање Експерименталне механизоване групе, јачине бригаде 27. августа 1927. године. Задатак ове групе је био испитивање и тестирање нових технологија и нове мисли у стратегији оклопног рата. У близини Салисбурија је одржана и показна вежба на којој су присуствовали и војни посматрачи из САД, Немачке и Совјетског Савеза. Иако су мобилне јединице које су учествовале у маневрима показале одличне информације и створиле нове идеје за стратеге цела јединица је годину дана касније распуштена.
У свим државама изузев Немачке (којој је Версајским мировним уговором забрањена производња и коришћење тенкова) се развијају засебне оклопне експерименталне јединице и школе уз коришћење британских и француских тенкова и дизајна или уз креирање својих сопствених. Након доласка нациста на власт у Немачкој и у њој се развијају технике и тактике вођења оклопног рата. Официри из Немачке и Совјетског Савеза су међусобно посећивали и посматрали развој нових оклопних доктрина.
Убрзо након доласка нациста Велика Британија почиње конверзију коњичких јединица на оклопне. Јединице и даље остају коњичке осим што се уместо коња користе лаки и брзи тенкови и танкете. Међутим ова промена долази веома касно и није урађена довољно брзо да би се завршила у потпуности до почетка Другог светског рата.
У Совјетском Савезу се у исто време развија софистициранија стратегија вођења оклопног рата. Како Совјетски Савез не успева да створи сопствени тенк у потпуности, а уз повећану претњу од рата, он се ослања на дизајне из страних земаља. Купује лиценцу за Викерс 6-Тонски тенк и неколико комада Кристијевих возила из САД. Ови тенкови ће касније створити основу креирања тенковских јединица Црвене армије. Након куповине истих у Совјетском Савезу се развијају многи други, уз комбиновање оружја, за потребе нове војне доктрине назване „теорија дубоке борбе“. Маршал Михаил Тухачевски је упоредо развијао концепт сличан немачком блицкригу који ће постати основа борбених дејстава Црвене армије током Другог светског рата.
У Немачкој се такође развија нова доктрина борбе названа „муњевити рат“ или блицкриг. Ова ратна теорија ће пружити Вермахту основу за победе у првим годинама Другог светског рата и касније утицати на развој нових теорија коришћења оклопних јединица. Највећи допринос ће дати војни теоретичар Хајнц Гудеријан. Он је у својој књизи „Achtung! Panzer!“, написаној 1936—37. године детаљно објаснити нови начин употребе и садејства оклопних снага у модерном ратовању уз употребу савремене технологије и садејства са осталим родовима војске.

### Други светски рат
Други светски рат је означио прекретницу у стратегији оклопног ратовања и ударио темеље савременом оклопном ратовању. Тенкови и оклопна возила су употребљавана у правом маневарском ратовању и нове технике су уведене у употребу. Многе земље су се на почетку рата и даље ослањале на стратегије и тактике из Првог светског рата.
Вермахт је осим нових модела оклопних возила доживео преображај у јаку војну силу. На почетку рата немачки стратези су успевали да са слабијим снагама поразе надмоћније противничке трупе концентрисањем снага. Уместо напада на широком фронту потенцијал је стављен на тачке пробоја“ које су биле тачке концентрисања оклопних и механизованих трупа. Уз садејство са авијацијом те трупе би пробиле противничку одбрану, направиле хаос у позадини противника и опколиле га. Као један од темеља блицкрига ова тактика је масовно коришћена током напада на Пољску и на Западном фронту.
Ова тактика се може визуелно представити коришћењем две пешадијске и две оклопне дивизије са стране нападача и стране браниоца. Уместо старих свеопштих офанзива и развоја дивизија на широком фронту тактика тачке пробоја се ослања на концентрисане ударе оклопних трупа на мањем сектору фронта, пробојем истог и даљим напредовањем и опкољавањем противника.
Концентрисањем на ужем сектору фронта и напад већим формацијама доноси боље резултате. Не само да је противничка линија пробијена већ је он лишен могућности ефективног контра-напада. Међутим ова немачка тактика касније наилази на потешкоће и проблеме. Концентрисање противничких мобилних резерви (као што су оклопне и механизоване јединице) у позадини може осујетити пробој линија и нанети велике губитке нападачу. Неопходност добре комуникације снага које врше пробој и других јединица је такође веома важна. Оклопно ратовање подразумева и логистику, као и подршку других родова војске те се оклопне јединице које пробију непријатељску одбрану врло лако могу одсећи од остатка фронта, опколити и уништити ако се не споје са остатком трупа.
Све велике силе су се у Другом светском рату ослањале првенствено на пешадију и сарадњу са осталим видовима војске. Транспорт пешадијских и артиљеријских јединица се највише ослањао на коњске запреге на бојишту (изузев британске, америчке и делимично немачке војске код којих се потенцијал стављао на оклопне транспортере и полугусеничаре).

#### Велика Британија и Француска

##### Предратне тактике
Поучени и вођени искуствима Првог светског рата британски и француски војни стратези оклопне јединице нису видели као примарно средство напада и самосталне јединице које би се бориле са противничким оклопним јединицама. Потенцијал је стављен на подршку пешадије током напада или као замена за коњичке јединице. Самим тим већина тенкова је била спора, са тешким оклопом и наоружањем великог калибра. Једини тенкови који су имали потенцијал за брзо маневрисање и пробој су били „коњички“ тенкови. Они су дизајнирани као лако оклопљена возила са лаким стрељачким или артиљеријским наоружањем. Иако је током Шпанског грађанског рата дошло до сукоба тенкова лекције из тог сукоба нису имплементиране у општу стратегију коришћења оклопних трупа.
Када су борбе почеле у Француској 10. маја 1940. савезничке снаге су имале више тенкова од Вермахта. Уз то, у односу један-на-један, француски тенкови су били бољи од немачких. И поред тога савезничке снаге су претрпеле пораз. Разлози за пораз леже у самој употреби тенкова као и у сарадњи са другим родовима војске. Пример те сарадње је битка код Араса где су немачке трупе употребиле противавионске топове Флак 88 као подршка против циљева на земљи уништавајући тешке тенкове савезничке војске у тренутку када су немачки лакши и слабији тенкови потучени. Вермахт је за разлику од савезничке војске своје тенкове концентрисао у Панцер (оклопне) дивизије. Да би се напад једне такве формације ефективно зауставио било је неопходно укључити мобилне против-тенковске формације које би се у борбу убациле по потреби, формације које савезничке трупе нису имале. У каснијим фазама употребљена је јеж-одбрана, односно одбрана у дубини, која је дала одличне резултате, али била касно употребљена да би зауставила немачке оклопне снаге.

##### Промене током рата
Током рата стратегија британске војске је еволуирала на ниво комбинованих група. Уместо засебних великих јединица оклопне снаге се спајају са пешадијским и осталим копненим трупама у једну целину, на величини батаљона до бригаде, где учествују у заједничким операцијама. Први резултати делотворности ове тактике видели су се у северној Африци током првих операција у походу на северну Африку.
Међутим и ова тактика се морала мењати. Пристизањем Немачког афричког корпуса у фебруару 1941. године уочене су све мане британске тактике. У сукобу са италијанским лоше опремљеним и недовољно мобилним трупама британске оклопне снаге су постигле велики успех уз мали број пешадијских и помоћних трупа. Међутим, Ромелове трупе су биле у многочему јаче и боље опремљене, брже и мобилније, те су све слабости британске тактике уочиле током немачке офанзиве. Тек пред крај рата британска војска развија успешне тактике коришћења оклопних трупа, након константних пораза у сукобу са немачким оклопним јединицама.

#### Совјетски Савез

##### Предратне тактике
Црвена армија је у годинама између два светска рата разрађивала своју стратегију оклопног рата, базирану на радовима Тухачевског и Тријандафила. Искуства из Руског грађанског рата везана за оклопне јединице била су недовољна, узрокована незнатном употребом оклопних возила. Иако су се развијале две потпуно различите идеје о вођењу оклопног рата у будућности примат је преузела идеја која је касније постала основа совјетске ратне доктрине. Радило се о форми блицкрига, односно муњевитих продора. Уз сарадњу оклопних снага са осталим копненим трупама на свим нивоима оклопне снаге преузимају примат у будућим офанзивним акцијама. Развијају се и нове врсте оклопних возила, тешки тенкови наоружани тешким оружјем са задатком пробоја непријатељских линија, средњи тенкови са одговарајућим наоружањем који би са лаким тенковима користили рупе пробијене у непријатељској одбрани и настављале пробој кроз непријатељску позадину.

##### Ратна доктрина
Током Зимског рата све слабости Црвене армије изашле су на видело. Необучени кадрови, погрешна употреба оклопних трупа и слаба координација допринели су томе да Црвена армија изгуби преко 2.000 тенкова. Почетком Барбаросе ове грешке нису уклоњене. Иако је Црвена армија до почетка агресија имала око 24.000 оклопних возила њихово стање, опремљеност резервним деловима и залихама као и обученост кадрова било је веома лоше.
Међутим током каснијих фаза Барбаросе и операције Тајфун ове грешке су већином уклоњене и развила се нова стратегија оклопног ратовања. Она се базирала на примени средњих и тешких тенкова распоређених у тенковске армије, њиховој изненадној примени и увођењу у борбу уз подршку пешадије. Ударне трупе, већином гардијске, су заједно са тенковским јединицама на тачкама концентрације вршиле изненадне и брзе продоре тако успоравајући противничке трупе. Ово је нарочито дошло до изражаја током контра-офанзиве код Москве и током битке за Стаљинград.

#### Немачка

##### Предратно стање
Немачкој је Версајским мировним уговором забрањена производња и употреба тенкова, авиона и подморница. У односу на друге војне силе у окружењу Немачка војска је каснила са развијањем и употребом оклопних јединица. Доласком нациста на власт у Немачкој отпочиње наоружавање оружних снага. Немачки теоретичари објављују своје радове везане за будућност ратовања. Једна од најутицајнијих и најзначајнијих књига је „Пажња! Тенкови!“ (Achtung! Panzer!) аутора Хајнца Гудеријана. У њој се ударају темељи муњевитог рата. За разлику од осталих земаља из окружења у Немачкој је идеја о оклопном ратовању јасно дефинисана, базира се на оклопним снагама и прати технолошки развој војне опреме. Развој полугусеничара омогућио је брзу и ефикасну подршку пешадије оклопним трупама. Стварају се и нови типови пешадије као што су панцергренадири односно моторизована пешадија.
Први тест на бојишту немачке трупе пролазе током Шпанског грађанског рата. Ту се оклопне тупе Вермахта први пут сусрећу са непријатељем наоружаним савезничким и совјетским тенковима. Уочене су неке слабости, али опште гледано током рата нису се сукобиле веће оклопне снаге. Прво велико ватрено крштење блицкриг доживљава током кампање у Пољској.

##### Ратна доктрина
Нападом на Пољску отпочиње Други светски рат. Вермахт је у својим редовима имао око 2.500 тенкова распоређених у 6 тенковских дивизија које су дејствовале независно од пешадијских и осталих јединица копнене војске. Кампања у Пољској је била потпуни успех и изненадила је Савезнике. Наредне године Вермахт напада и Француску где су савезничке снаге потучене а команданти коначно схватили да је тактикама из Првог светског рата дошао крај. Иако је Вермахт имао мањи број тенкова који су били технички слабији од савезничких одлична координација са ваздухопловством, пешадијом као и муњевити продори омогућили су немачкој команди да освоји Француску. Прве слабости које су уочили немачки команданти биле су везане за технолошку страну оклопних трупа, али и теоретски, стварала се одличан тип одбране од блицкрига, „јеж“ одбрана. Технолошки недостаци оклопних трупа су касније делимично отклоњени али не у потпуности. Тако је Панцер III тенк појачан новом цеви калибра 50 mm за разлику од претходног топа калибра 37 mm. Искуства са јаким француским Сомуа С-35/40 и британским Матилда II убрзали су развој немачких средњих тенкова.
Немачке трупе су 1941. стигле у Африку да потпомогну италијанске снаге које су се налазиле у повлачењу. Африка је представљала праву тенковску територију са отвореним простором за маневрисање. Ервин Ромел, командант Немачког афричког корпуса је наставио принцип муњевитог рата и постигао низ победа током кампање. Међутим током битке за Ел Аламејн и Тобрук уочени су недостаци блицкрига и велика ограничења. Јака и упорна одбрана са пешадијом која не одступа већ упорно држи своје линије, употреба минских препрека и запречавања, концентрисање против-тенковских топова и подршке из ваздуха су се показали као ефикасна тактика заустављања блицкрига.
Током инвазије на Совјетски Савез блицкриг је изражен у пуном сјају у свим својим аспектима. Изненадним нападом Луфтвафе уништавани су совјетски тенкови и авиони на земљи, немачке оклопне трупе су се брзо пробијале и опкољавале совјетске трупе, прављене су бреше у совјетској одбрани. Иако је иницијално Вермахт постигао потпуно изненађење и успех у каснијим фазама, нарочито током битке за Москву уочене су додатне слабости стратегије блицкрига. Једна од тих слабости је била логистика која је каснила и неадекватно снабдевала немачке јединице.
Друга слабост је била техничке природе. Совјетски средњи тенк Т-34 је надмашио немачке тенкове у брзини, оклопу и наоружању. Совјетски КВ-1 је био још веће изненађење те је са Т-34 условио стварање засебних оклопних јединица, Panzerjäger односно ловаца тенкова. Каснији немачки приступ оклопном рату није много еволуирала. Како је у каснијим фазама рата, нарочито након највеће оклопне битке у историји ратовања, битке код Курска, Вермахт прешао у одбрану развијале су се тактике везане за дефанзивне операције. Немачки стратези су тактике базирали на тешким и јаким тенковима као што су Тигар и Пантер који су надмашивали противничке тенкове у снази, оклопу и јачини оружја, али проблеми са логистиком, бројност савезничких трупа и апсолутна ваздушна надмоћност довели су до тога да немачка команда решења потражи креирањем нових концепата оклопних возила као што су тешки ловци тенкова, самохотке и статичне тенковске ватрене тачке. Вермахт је такође употребљавао и велики број заплењених противничких тенкова. У каснијим периодима рата немачке оклопне трупе трпе губитке од стране савезничке авијације те се уз оклопне рађа и принцип мобилне против-авионске артиљерије, отелотворен у возилима Мобилваген и Вирбелвинд. Последња немачка офанзива и примена блицкрига десила се током битке у Арденима. Стратегија блицкрига је остала главна тактика Вермахта до краја Другог светског рата.

#### Сједињене Америчке Државе
У Сједињеним Америчким Државама концепт оклопне борбе се развија са закашњењем у односу на остале војне силе. Први велики почетак се уочава након немачких победа током инвазије на Пољску. Током 1920-их и 1930-их година у САД се развија више модела оклопних возила са различитим борбеним карактеристикама. Један модел који ће се користити масовно до уласка САД у рат био је М2 средњи тенк. Тек 1940. на великим војним маневрима група генерала успева да убеди команду војске у неопходност увођења тенковских јединица као самосталних оклопних формација.
Како је војска САД укључена у борбе на Пацифику против Јапана који није поседовао јаче и веће оклопне формације прво оклопно ватрено крштење америчка војска доживљава током операције Бакља. Војска САД током рата развија тактику која ће се разликовати од осталих стратегија и по томе што је главни носилац напада средњи тенк али искључиво у сарадњи са против-тенковским јединицама које пружају подршку у случају напада непријатељских тенкова.
Разлог за овакву организацију лежи у чињеници да су амерички тенкови били слабији од већине немачких тенкова у јачини оклопа и наоружању. Како је основни амерички тенк, М-4 Шерман, са оклопом од 63 mm и топом калибра 75 mm био неадекватан за борбу са немачким Тигровима и Пантерима у борбу се укључују ловци тенкова. Возила као што су М10 Волверин, М18 Хелкет и М36 Џексон имала су веома слаб оклоп али велику брзину и јако основно наоружање. Овај концепт се показао као делотворан и веома успешан мада је ограничавао борбене могућности и радијус дејства оклопних снага. Тек увођењем тешких тенкова као што је M26 Першинг војска САД мења свој концепт и оклопне јединице дејствују самостално и незвисно од ангажовања ловаца тенкова.

### Хладни рат
Хладни рат обележен је бројним локалним конфликтима и ратовима. Први велики конфликт који је укључио оклопне јединице је Корејски рат 1950—1953. Иако су зараћене стране употребиле око 1.500 тенкова оклопна возила су најчешће коришћена за блиску подршку пешадије. Касније, током индијско-пакистанских ратова у борбу улазе модернији тенкови али и модерна тактика оклопног рата. Иако је тенк у својој природи копнено возило опремљено за дејство на чврстом и проходном тлу након завршетка Другог светског рата совјетски конструктори развијају род амфибијских возила. Тако је јединица индијске војске, опремљена лаким тенковима ПТ-76, ушла у дубину позадине пакистанске војске савладавши мочварне и тешко проходне просторе, уништила командну структуру, артиљерију и јединице позадине, скративши рат и доприневши повољнијем исходу истог. Касније, током Вијетнамског рата, оклопне јединице вијетнамске војске су са једном четом истих ПТ-76 тенкова форсирале реку Меконг, изненадиле противника и нападом са бока уништиле око 50 супериорнијих тенкова. Могућност амфибијског преласка преко водених и тешко проходних површина је променила стратегију коришћења оклопних снага и представљала прву у низу усавршавања вођења оклопног рата.

#### Против-оклопне ракете
Током Израелско-арапских ратова оклопно ратовање се није много променило. Оно што је изменило схватања било је коришћење модерних против-оклопних система. Нагло се развијају ракетни системи као што су Маљутка, Фагот, ЕРИКС, МИЛАН и други који мењају однос снага и начин употребе оклопних снага. Додатну опасност за оклопна возила представљају ручни бацачи граната као што су РПГ-2, РПГ-7, М72 ЛАВ, АТ-4 који пружају пешадији ефикасан начин одбране од тенкова. Ракетни системи су уграђивани и на возила, створивши тако модерне ловце тенкова. Принцип одоса тежине, оклопа и брзине тих возила није се много изменио од Другог светског рата. Међутим изменио се начин употребе, концентрације, бројност и распоред таквих јединица. Таква возила прате пешадију, подржавају је у нападу а у каснијим годинама служе и за транспорт до и током борбе. Постојали су модели оклопних возила малих силуета, наоружаних јаким топовима који би наставили класично против-оклопно ратовање али су такви модели веома брзо избачени из употребе као потпуно апсурдни, у присуству модерних тенкова.

#### Борбена возила пешадије
Један веома значајан продукт Хладног рата је концепт борбеног возила пешадије. Совјетски Савез изненађује НАТО концептом БМП-1 1967. године и отвара нову етапу у развоју оклопних возила. Лако оклопљена возила наоружана аутоматским и класичним топовима се употребљавају као транспорт моторизованих јединица, подршка у борби и возила са ограниченим против-тенковским могућностима. Иако су оклопни транспортери концепт коришћен од Другог светског рата борбена возила пешадије су тај концепт унапредила и побољшала. Као амфибијска возила наоружана лаким стрељачким и против-тенковским наоружањем она мењају начин употребе пешадије али и тенкова. Овај концепт ће преузети многе земље чланице НАТО-а и Варшавског пакта. Иако су прва возила свој потенцијал стављала на борбу против противничке пешадије у каснијим годинама постаће уобичајена уградња навођених против-оклопних ракета.

#### Модернизација тенкова
Како су се развијали системи против-оклопне борбе тако су оклопна возила усавршавана. Правци усавршавања су били побољшавање оклопне заштите, покретљивости и брзине, прецизности и снаге наоружања. Рани модели тенкова током Хладног рата су се ослањали на чврстом и искошеном оклопу који је пружао одличну заштиту од класичних тенковских зрна али имао велике слабости према кумулативним оружјима. Развојем вишеслојних оклопа повећале су се могућности тенка на бојишту али и покренуло истраживање и развој јачих и бољих пројектила који би пробили такав оклоп. У многим армијама кумулативно наоружање је заузимало примат све до појаве експлозивног реактивног оклопа - ЕРА-е. Ова врста оклопа омогућила је већу и поузданију заштиту оклопних возила од најопаснијих и најбројнијих оклопних средстава. Пошто је ЕРА-а креирана као контра-мера кумулативним зрнима развијене су нове врсте пројектила који се базирају на примени кинетичке енергије (КЕ). Велика опасност оклопним трупама дошла је и од стране против-тенковских навођених ракета које су доживеле праву експанзију 1970-их година 20. века. Као контра-мера овој опасности у употребу улази савременија оптика, електроника и коришћење ласерских сензора. Пред сам распад Совјетског Савеза САД развијају нови основни борбени тенк, М1 Абрамс, који је померио границе оклопне заштите, прецизности и брзине. То је постигнуто коришћењем осиромашеног уранијума који је побољшао оклопне карактеристике тенка.

#### Ваздухопловство
Током Хладног рата ваздухопловство доживљава велику експанзију. Иако су током Другог светског рата све зараћене стране развиле авионе ловце тенкова права опасност по оклопне јединице појавила се увођењем „паметних“ пројектила, односно навођених ракета ваздух-земља, које су помериле границе прецизности и промениле тактику борбеног распореда али и техничког састава оклопних јединица. Појачана је трупна противваздухопловна одбрана, уведене су нове стратегије позиционирања и кретања оклопних формација као и неопходност камуфлаже возила. Као авиони за блиску подршку на бојишту и борбу против тенкова могу се навести две најпознатије летелице, совјетски Су-25 и амерички А-10 Тандерболт. Брз развој хеликоптера је такође променио однос снага на могућем бојишту. Главни и најпознатији носиоци против-тенковске борбе током Хладног рата су совјетски Ми-24 познатији као „летећи тенк“ и амерички АХ-64 Апач.

### Модерно доба
Оклопна возила по модерној концепцији ратовања веома ретко дејствују самостално. Модерно доба је донело велике промене на пољу примене оклопних јединица, како на отвореном терену тако и у урбаним срединама. Оклопне јединице дејствују у садејству са пешадијским водовима и четама као једна целина. Велике промене су настале увођењем основног борбеног тенка као главне ударне песнице оклопних снага уместо раније категоризације на лаке, средње и тешке тенкове. За разлику од периода Другог светског рата данашњи основни борбени тенк садржи оклоп и јако основно наоружање слично тешким тенковима, мобилност и брзину средњих и митраљеско наоружање лаких тенкова. Модерна оклопна возила су опремљена савременим оптичким и електронским уређајима који омогућавају дејство у условим слабије видљивости, велике даљине и у покрету. Све је то изменило начин на који се одређује борбени распоред, кретање али и сама концепција оклопних возила.
Данашњи услови ратовања диктирају употребу мањих, софистицираних формација које непосредно дејствују у садејству са ваздухопловним јединицама. Уз опште услове директне кооперације неопходна је и сарадња са мобилним против-ваздушним јединицама које пружају блиску подршку и зштиту од нисколетећих противничких авиона. Као ударна песница модерног ратовања узима се основни борбени тенк. Осим што дејствује по противничким оклопним возилима тенк има и психолошки ефекат на противика. Уз тенк дејствују борбена возила пешадије као апсолутно неопходни фактор који пружа заштиту од противничке пешадије, навођених против-тенковских лансера итд. Уз борбена возила пешадије дејствује и сама пешадија као везни елемент који обавља дијапазон задатака као што је заштита оклопних возила са бокова, директно извиђање, јуришна дејства по непосредном положају противника итд.